# Muniquia
Muniquia é o nome antigo para uma colina localizada no Pireu, em Atenas .
Na época de Pausânias (geógrafo), Muniquia era o nome do terceiro porto de Atenas, lá havia um templo de Ártemis.